# الجامعة التونسية لأنشطة الغوص والانقاذ

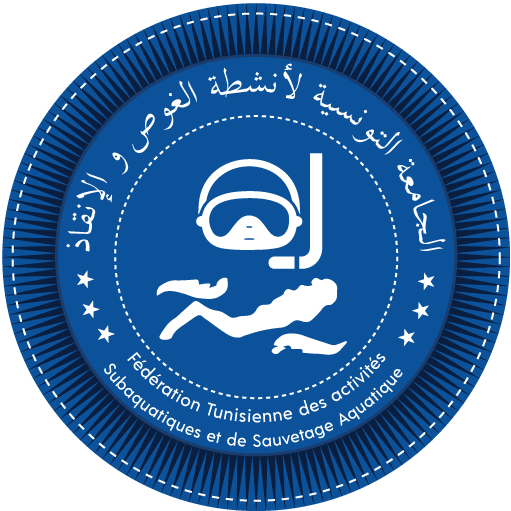

الجامعة التونسية لأنشطة الغوص والإنقاذ (بالفرنسية:  Fédération Tunisienne des Activités Subaquatiques et de Sauvetage Aquatique)‏ هي جامعة رياضية تونسية تأسست في 27 ماي 1989، تشرف على رياضة الغوص والسباحة بالزعانف ونشاط الانقاذ البحري في تونس.

## أهداف
تهدف الجامعة إلى:
- تنظيم وتطوير ومراقبة ممارسة رياضة الغوص والسباحة بالزعانف بمختلف أشكالها على التراب التونسي.
- إدارة وتنسيق أنشطة الجمعيات التي تضم الأعضاء الممارسين لرياضة الغوص والسباحة بالزعانف بمختلف أشكالها.
- الدفاع عن مصالح رياضة الغوص والسباحة بالزعانف في تونس.
- التكوين والتأطير في مجال الإنقاذ البحري.

## المسيّرون بعد الاستقلال
- 1956 - 1972: الطاهر درغوث (الجامعة التونسية للأنشطة البحرية والانقاذ)
- 1972 - 1989 : صلاح الدين بالي (الجامعة التونسية للأنشطة البحرية) - عبد الستّار النفزي (رئيس فرع الغوص)
- 1989 - 1998: عبد الكريم بوجمعة (الجامعة التونسية للأنشطة التحت مائية)
- 1998- 2012: حسن البكوش (الجامعة التونسية للأنشطة التحت مائية)
- 2012- 2022: عبد الكريم بوجمعة (الجامعة التونسية للأنشطة الغوص والانقاذ)

## المسيرون (منذ 28 ماي 2022)
- الرئيس: الحبيب الشريف
- نائب الرئيس: أسلم الجلولي
- أمين مال: عمر بن حسين
- الأعضاء:
  - هيثم بوبكر
  - وفاء بن سليمان
  - سليم بكار
  - خالد السعيداني
  - زياد دربال
  - خلود بوسلامة
  - ياسين بن عثمان
  - عبد الجليل الهلالي
  - سليم قيزة
- المكلّف بالاعلام والاتصال: مهدي الطباخ

## عضوية
وهي عضو بالاتحاد الدولي للأنشطة تحت المائية، الاتحاد الدولي للإنقاذ، و الاتحاد العربي للأنشطة تحت المائية.

## مقالات ذات صلة
- غوص
- السباحة بالزعانف
- الانقاذ البحري

## وصلة خارجية
- الموقع الرسمي للجامعة التونسية لأنشطة الغوص والإنقاذ.